# Karma karma (Így jártam anyátokkal)
A Karma karma az Így jártam anyátokkal című televízió-sorozat hetedik évadának tizennyolcadik epizódja. Eredetileg 2012. február 27-én vetítették, míg Magyarországon 2012. november 12-én.
Ebben az epizódban Barney randizni akar Quinn-nel, aki azonban csak kihasználja őt. Robin átmenetileg kiköltözik Marshallékhoz, amitől egy idő után becsavarodik. Ted próbál új funkciót találni Robin régi szobájának.

## Cselekmény
Barney mindenáron össze akar jönni Quinn-nel, még akkor is, amikor rájön, hogy igazából már rég ismeri: ő Karma a sztriptízbárból. Elmegy hát a bárba, ahol elkezdi győzködni. Quinn azonban folyamatosan csak kitérő válaszokat ad, és láthatóan annyi csak a célja, hogy minél több pénzt húzzon ki Barneyból, amíg ott van a bárban, és egyfolytában arra hivatkozik, hogy a főnöke nagyon morcosan néz, ha nem táncol (miközben egyáltalán nem is). Mikor Ted ezeket hallja, rögtön figyelmezteti Barneyt, hogy csak kihasználják. Barney ezt egészen addig nem hiszi el, amíg meg nem látja, hogy Quinn ugyanezt csinálja egy másik kuncsafttal is, így elnézést kér és távozik. Pár nappal később egy reggel a kávézóban találkoznak véletlenül, és ekkor Barney beolvas neki, amiért csak játszott vele. Quinn erre visszatámad, hogy már egy éve a Ledér Leopárdban táncol, és még csak észre sem vette, hogy ki ő. Majd felidéz pár dolgot, amikről Barney beszélt eddig neki, és ebből kiderül, hogy igenis figyelt rá, amikor nála járt a bárban. Barney meghívja őt egy kávéra, Quinn pedig nyitottabbnak mutatkozik.
Eközben Robin, akinek átmenetileg lakhatási gondjai vannak, elhatározza, hogy egy kis időre Marshallékhoz költözik. Egy idő után aztán zavarni kezdi, hogy a Long Island-i ház olyan messze van mindentől, és hogy a helyiek furcsa időtöltéseket végeznek, amit Lilyék is átvettek. Egyik este aztán meg akar lépni, de Marshallék észreveszik. Egy idő után ők is kénytelenek bevallani, hogy a kertvárosi életet borzalmasnak találják, de ez lesz a legjobb a születendő gyereküknek. Robin szerint azonban éppen hogy az lesz neki a legrosszabb, ha a szülei rosszul érzik magukat a kertvárosban.
Közben Ted azon gondolkozik, hogyan tudja Robin üressé vált szobáját a legjobban hasznosítani. Olyan tevékenységeket próbál ki, mint a grillezés, a fazekaskodás, vagy a famegmunkálás. Később megjelenik Robin és beszél Teddel: elmondja neki, hogy vannak dolgok, amiket nem szabad erőltetni, és a leghelyesebb továbblépni. Néhány nappal később Marshall és Lily üzenetet kapnak Tedtől, hogy szeretne velük találkozni a városban. Amikor felérnek a lakásba, azt látják, hogy az teljesen üres. Csak egy cetlit találnak, amin Ted azt írja nekik, hogy úgy érezte ideje továbblépnie és jót tesz neki a kiköltözés. Mivel Marshall neve még mindig ott van a szerződésen, Ted azt mondja nekik, hogy költözzenek ide vissza, és a kisszobában pedig egy bölcsőt is vagyott, amit ő maga készített. 

## Kontinuitás
- Az epizód elején Jövőbeli Ted összefoglalja "A piás vonat" és a "Nem sürgetlek" című részek cselekményét.
- A szobában, ahol Robin lakik, látható az Aldrin Játékgyár pár terméke, köztük a Pofogadás társasjáték.
- Barney először a "Selejtező" című részben tesz utalást egy Karma nevű sztriptíztáncosra, aki nem biztos, hogy megegyezik Quinn-nel.
- Lily "A párbaj" című részben azt mondta, hogy nem akar később a lakásban lakni, mert az fiús.

## Érdekességek
- Mikor Lily és Marshall belépnek az üres házba, az égésnyom hiányzik a tűzhely felett.

## Vendégszereplők
- Becki Newton – Quinn
- Ellen D. Williams – Patrice

## Zene
- My Morning Jacket – Look At You